# Kontak
 (juin 2024).
Si vous disposez d'ouvrages ou d'articles de référence ou si vous connaissez des sites web de qualité traitant du thème abordé ici, merci de compléter l'article en donnant les références utiles à sa vérifiabilité et en les liant à la section « Notes et références ».
Kontak est un groupe de carnaval guadeloupéen, créé en 1981.

## Historique
Formant un contraste saisissant avec les groupes à "Po" de l'époque, les groupes à caisses claires, forment une minorité et n’ont pas beaucoup de moyens.
L'évolution de la qualité des costumes est due à la sponsorisation du groupe par des magasins de coutures et de tissus et le fait d'avoir ses propres stylistes et modélistes. 

## Article(s) lié(s)
- Carnaval de Guadeloupe